# Kurgànne (Krasnogvardiske)
|  | Per a altres significats, vegeu «Kurgànne». |

Kurgànne (en (ucraïnès): Курганне, en rus: Курганное, Kurgànnoie) és un poble de la República Autònoma de Crimea a Ucraïna, que el 2014 tenia 42 habitants. Pertany al districte de Krasnogvardiske.